# سيدريك واتارا
سيدريك واتارا (بالفرنسية: Cédric Ouattara)‏ هو لاعب كرة قدم فرنسي في مركز الهجوم، ولد في 15 نوفمبر 1983 في أميان في فرنسا. لعب مع نادي تشاتيليراولت ونادي لوريان ونادي مارتيغ.